# 沼ノ端
沼ノ端（ぬまのはた） は、北海道苫小牧市の字。この項目では、字沼ノ端から住居表示を実施した東開町（とうかいちょう）、拓勇西町（たくゆうにしまち）、拓勇東町（たくゆうひがしまち）、北栄町（ほくえいちょう）、沼ノ端中央（ぬまのはたちゅうおう）、ウトナイ北（うとないきた）、ウトナイ南（うとないみなみ）についても記載し、沼ノ端地区全般の記述としている。

## 地理
沼ノ端地区は勇払平野西側の砂州・砂堆列湿地（湿地）にあり、盛土や人工改変により市街地や工業地となっている。北東部で海跡湖のウトナイ湖や丹治沼（白鳥湖）などの湖沼に隣接している。南西部は苫小牧港（西港区）に接している。地区西側（新開町、柳町、明野新町など）の明野南通沿いは、市内最大の商業集積地となっている。また、新千歳空港や札幌方面へのアクセスも良く、地区の東側には日高自動車道が通っている。

### 河川
- 勇払川
- 明野川

## 地名の由来
当地の北方にあるウトナイ沼（ウトナイ湖）の傍らにある土地であることから命名された和名、とされている。

## 歴史
1963年（昭和38年）の苫小牧港（西港）開港以降、右肩上がりの人口や産業の発展に対応しながらも公害を懸念していたため、市内東部地域から離れた西部地域を居住圏とする職住分離の策を採っていた。ところが、土地区画整理事業が追いつかないほど人口が増加し、「苫小牧東部開発計画」の重厚長大を掲げた産業集積が進まなかったことから、1980年代半ばから職住近接の考えを採り入れるようになった。沼ノ端地区は1990年代以降に沼ノ端駅北側（沼ノ端鉄北地区）の宅地開発を積極的に進め、地区の人口は約26,000人（2013年）と10年前のほぼ倍にまで増加した。このため、児童数が急激に増えた小学校は2002年（平成14年）、2007年（平成19年）、2013年（平成25年）に相次いで分離・新設し、2009年（平成21年）には中学校1校を分離・新設した。

### 町名の変遷
| 実施後           | 実施年月日                | 実施前（各町名ともその一部）                                                              |
| ---------------- | ------------------------- | ----------------------------------------------------------------------------------------- |
| 東開町1丁目      | 2007年（平成19年）10月1日 | 字沼ノ端502〜517番地                                                                      |
| 東開町2丁目      | 2007年（平成19年）10月1日 | 字沼ノ端543〜555番地                                                                      |
| 東開町3丁目      | 2007年（平成19年）10月1日 | 字沼ノ端578〜599番地                                                                      |
| 東開町4丁目      | 2007年（平成19年）10月1日 | 字沼ノ端556〜577番地                                                                      |
| 東開町5丁目      | 2007年（平成19年）10月1日 | 字沼ノ端528〜542番地                                                                      |
| 東開町6丁目      | 2007年（平成19年）10月1日 | 字沼ノ端518〜527番地                                                                      |
| 拓勇西町1丁目    | 2008年（平成20年）1月26日 | 字沼ノ端144〜151番地、174〜175番地、341番地                                               |
| 拓勇西町2丁目    | 2008年（平成20年）1月26日 | 字沼ノ端138〜143番地、215番地                                                             |
| 拓勇西町3丁目    | 2008年（平成20年）1月26日 | 字沼ノ端181〜182番地、184〜187番地、191〜194番地、221番地、289番地、299〜300番地、326番地 |
| 拓勇西町4丁目    | 2008年（平成20年）1月26日 | 字沼ノ端173〜175番地、176〜180番地、195〜198番地、211番地、319〜320番地                   |
| 拓勇西町5丁目    | 2008年（平成20年）1月26日 | 字沼ノ端214〜217番地、219番地、285番地                                                    |
| 拓勇西町6丁目    | 2008年（平成20年）1月26日 | 字沼ノ端218〜220番地、222番地、281番地、325番地                                           |
| 拓勇西町7丁目    | 2008年（平成20年）1月26日 | 字沼ノ端192番地、228番地、283番地、288番地、879番地                                       |
| 拓勇西町8丁目    | 2008年（平成20年）1月26日 | 字沼ノ端214番地、217番地                                                                  |
| 拓勇東町1丁目    | 2008年（平成20年）1月26日 | 字沼ノ端160番〜163番地、165番地、167〜168番地                                             |
| 拓勇東町2丁目    | 2008年（平成20年）1月26日 | 字沼ノ端152〜159番地、160〜161番地、168〜170番地、341番地                                 |
| 拓勇東町3丁目    | 2008年（平成20年）1月26日 | 字沼ノ端168〜169番地、171〜172番地、199〜201番地                                          |
| 拓勇東町4丁目    | 2008年（平成20年）1月26日 | 字沼ノ端165番地、168番地、196番地、201〜204番地、207番地、336番地、344番地、985番地       |
| 拓勇東町5丁目    | 2008年（平成20年）1月26日 | 字沼ノ端204〜209番地                                                                      |
| 拓勇東町6丁目    | 2008年（平成20年）1月26日 | 字沼ノ端208〜212番地、311番地、984番地                                                    |
| 拓勇東町7丁目    | 2008年（平成20年）1月26日 | 字沼ノ端209〜210番地、213番地、217番地、223〜224番地                                      |
| 拓勇東町8丁目    | 2008年（平成20年）1月26日 | 字沼ノ端205〜206番地、209番地、225〜226番地、345番地                                      |
| 北栄町1丁目      | 2008年（平成20年）1月26日 | 字沼ノ端4番地、230番地、234番地、243番地、251番地                                         |
| 北栄町2丁目      | 2008年（平成20年）1月26日 | 字沼ノ端163〜165番地、230番地、234番地、236〜237番地、337番地                             |
| 北栄町3丁目      | 2008年（平成20年）1月26日 | 字沼ノ端165番地、203番地、230番地、337番地、342番地                                       |
| 北栄町4丁目      | 2008年（平成20年）1月26日 | 字沼ノ端230番地                                                                           |
| 北栄町5丁目      | 2008年（平成20年）1月26日 | 字沼ノ端230番地                                                                           |
| 沼ノ端中央1丁目  | 2012年（平成24年）10月1日 | 字沼ノ端33番地、255番地、669番地                                                          |
| 沼ノ端中央2丁目  | 2012年（平成24年）10月1日 | 字沼ノ端655〜668番地                                                                      |
| 沼ノ端中央3丁目  | 2012年（平成24年）10月1日 | 字沼ノ端100番地、640〜654番地                                                             |
| 沼ノ端中央4丁目  | 2012年（平成24年）10月1日 | 字沼ノ端100番地、623〜639番地                                                             |
| 沼ノ端中央5丁目  | 2012年（平成24年）10月1日 | 字沼ノ端619番地、621〜622番地                                                             |
| 沼ノ端中央6丁目  | 2012年（平成24年）10月1日 | 字沼ノ端609〜618番地                                                                      |
| ウトナイ北1丁目  | 2014年（平成26年）11月1日 | 字沼ノ端923番地                                                                           |
| ウトナイ北2丁目  | 2014年（平成26年）11月1日 | 字沼ノ端924〜927番地                                                                      |
| ウトナイ北3丁目  | 2014年（平成26年）11月1日 | 字沼ノ端928〜932番地                                                                      |
| ウトナイ北4丁目  | 2014年（平成26年）11月1日 | 字沼ノ端230番地、933〜939番地                                                             |
| ウトナイ北5丁目  | 2014年（平成26年）11月1日 | 字沼ノ端940〜945番地、960番地                                                             |
| ウトナイ北6丁目  | 2014年（平成26年）11月1日 | 字沼ノ端946〜948番地                                                                      |
| ウトナイ北7丁目  | 2014年（平成26年）11月1日 | 字沼ノ端949〜951番地                                                                      |
| ウトナイ北8丁目  | 2014年（平成26年）11月1日 | 字沼ノ端952番地                                                                           |
| ウトナイ北9丁目  | 2014年（平成26年）11月1日 | 字沼ノ端953番地                                                                           |
| ウトナイ北10丁目 | 2014年（平成26年）11月1日 | 字沼ノ端954〜956番地                                                                      |
| ウトナイ北11丁目 | 2014年（平成26年）11月1日 | 字沼ノ端957〜959番地                                                                      |
| ウトナイ北12丁目 | 2014年（平成26年）11月1日 | 字沼ノ端961〜964番地                                                                      |
| ウトナイ南1丁目  | 2014年（平成26年）11月1日 | 字沼ノ端907番地                                                                           |
| ウトナイ南2丁目  | 2014年（平成26年）11月1日 | 字沼ノ端908〜909番地                                                                      |
| ウトナイ南3丁目  | 2014年（平成26年）11月1日 | 字沼ノ端910〜911番地                                                                      |
| ウトナイ南4丁目  | 2014年（平成26年）11月1日 | 字沼ノ端912〜913番地                                                                      |
| ウトナイ南5丁目  | 2014年（平成26年）11月1日 | 字沼ノ端914〜915番地                                                                      |
| ウトナイ南6丁目  | 2014年（平成26年）11月1日 | 字沼ノ端916〜918番地                                                                      |
| ウトナイ南7丁目  | 2014年（平成26年）11月1日 | 字沼ノ端919〜921番地                                                                      |
| ウトナイ南8丁目  | 2014年（平成26年）11月1日 | 字沼ノ端922〜922番地                                                                      |

## 交通

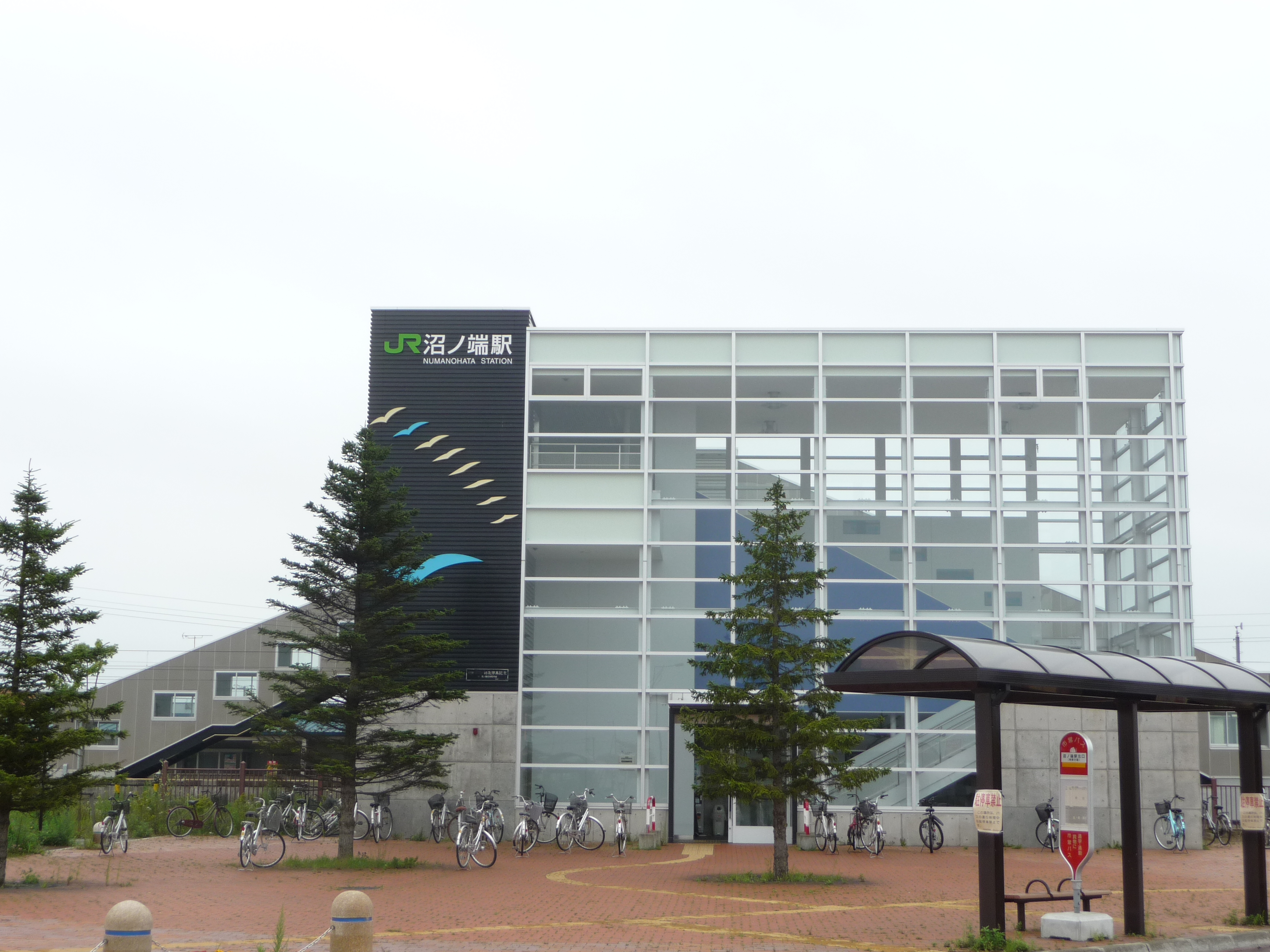
沼ノ端駅舎兼自由通路（2009年8月）

### 鉄道
- 北海道旅客鉄道（JR北海道）
  - 千歳線・室蘭本線 沼ノ端駅

### バス
- 路線バス
  - 道南バス
  - あつまバス
- 都市間高速バス
  - 道南バス
  - 北海道中央バス

### 道路
- 一般国道自動車専用道路(B)
  - 日高自動車道 沼ノ端西IC（ハーフIC）
- 一般国道
  - 国道36号
  - 国道234号
  - 国道235号
- 都道府県道
  - 北海道道259号上厚真苫小牧線
  - 北海道道781号苫小牧環状線

## 施設

### 沼ノ端鉄北地区
拓勇西町
- 苫小牧市立拓進小学校
- 拓勇おひさま保育園
- ひだまりのもり保育園
- 萌運輸本店
- ツルハドラッグ苫小牧拓勇西店

拓勇東町
- 苫小牧市立青翔中学校
- 苫小牧市立拓勇小学校
- 苫小牧のぞみ幼稚園
- 苫小牧ドライビングスクール
- 北洋銀行沼ノ端支店
- 苫小牧信用金庫沼ノ端北支店
- 拓勇神社

北栄町
- 苫小牧市沼ノ端スポーツセンター[14]
- 苫小牧市沼ノ端スケートセンター[15]
- 苫小牧警察署沼ノ端北交番
- はくちょう幼稚園
- 第2はくちょう幼稚園
- タマホーム苫小牧支店
- 中野倉庫運輸北海道支店
- 大一興業苫小牧支店
- フードD 生鮮市場 沼ノ端店（旧沼ノ端食彩館→365沼ノ端店）
- 西松屋苫小牧沼ノ端店
- ツルハドラッグ沼ノ端北店
- マックスバリュ沼ノ端店
- DCM沼ノ端店
- コープさっぽろぬまのはた店（2024年11月14日オープン[16]）
- 無印良品 コープさっぽろぬまのはた（2025年2月オープン予定[17]）

ウトナイ北
- 苫小牧市立ウトナイ小学校
- 苫小牧市立ウトナイ中学校
- ウトナイ住宅・商工業団地[18]
- 苫小牧トラックステーション[19]
- オノデラ製作所
- ジョイフルエーケーBUILD-ON 苫小牧東店

ウトナイ南
- うとない保育園
- 保育園モーモー組
- ウトナイ工業団地[20]
- 共成レンテム苫小牧営業所
- 中山製鋼所（旧：中山三星建材）苫小牧工場
- 不退寺

### 沼ノ端鉄南地区
沼ノ端中央
- 苫小牧市沼ノ端コミュニティセンター
- 苫小牧市沼ノ端児童センター
- 苫小牧警察署沼ノ端交番
- 沼ノ端おひさま保育園
- 駅前キッズパークはくちょう
- 苫小牧信用金庫沼ノ端支店
- 沼ノ端郵便局
- ホクレンショップ沼ノ端店
- ツルハドラッグ沼ノ端店
- ダイソー苫小牧沼ノ端店
- 法華寺
- 沼ノ端神社
- 非破壊検査苫小牧営業所
- 日研トータルソーシング苫小牧事務所
- リックス苫小牧営業所
- 士幌町農業協同組合（JA士幌町）苫小牧事業所
- ロイヤル沼ノ端店

東開町
- 苫小牧市立沼ノ端中学校
- 苫小牧市立沼ノ端小学校

字沼ノ端
- 苫小牧市消防署沼ノ端出張所
- 佐川急便苫小牧営業所
- 日本電溶
- 大成ロテック苫小牧営業所・日苫工事事務所・苫東アスコン
- 沼ノ端南工業団地[21]
- 苫小牧市沼ノ端クリーンセンター
- 苫小牧市沼ノ端埋立処分場
- 越智建設リサイクル工場
- 大同舗道日胆営業所
- NIPPO苫小牧合材工場
- 北海道アセチレン本社・工場
- 三井不動産苫小牧太陽光発電所
- 北海道丸一鋼管本社・苫小牧工場
- 石油資源開発（JAPEX）北海道鉱業所
- 岩倉化学工業本社・EPS工場
- 北海道曹達（AGCグループ）本社・苫小牧事業所

## 参考資料
- “土地条件調査解説書「苫小牧地区」”.  国土地理院 (2010年3月). 2016年1月24日閲覧。
- “人口減少時代 次世代のまちづくり （2）まちの変容”. 苫小牧民報 (苫小牧民報社). (2013年4月30日) 2016年1月25日閲覧。
- “人口減少時代 次世代のまちづくり （4）地域の今”. 苫小牧民報 (苫小牧民報社). (2013年5月2日) 2016年1月25日閲覧。
- “住居表示”.  苫小牧市. 2016年1月22日閲覧。
- “沼ノ端鉄北地区の新町名対応表”.   苫小牧市. 2016年1月26日閲覧。